# Don Nottingham
Don Nottingham é um ex-jogador profissional de futebol americano estadunidense

## Carreira
Don Nottingham foi campeão da temporada de 1973 da National Football League jogando pelo Miami Dolphins.